# شرایط عینی
شرایط عینی فیلمی به کارگردانی  و نویسندگی احمدرضا گرشاسبی محصول سال ۱۳۶۶ است.

## بازیگران
- حبیب دهقان نسب
- عنایت اله شفیعی
- بهزاد رحیم خانی
- فرنوش آل احمد
- مهدی وثوقی راد
- حجت اله گودرزی
- امید آهنگر
- ابوالقاسم مبارکی
- منصور مجلسی
- رضا قربانی
- ناصر مرعشی پور
- بهروز مسروری
- علیرضا فتحی
- عباس حسن نایب
- احمد توکلی
- میترا کریم خانی
- عذرا عابدی
- سهیلا مرادی
- محمد داوودی
- فرشاد نوذری
- علی محمدزاده
- محمدهادی قمشی
- بابک شعاعی
- مصطفی عرب خالدی
- یداله فهیمی
- مسعود عربیان
- سعید نورالهی
- سیدمحمد غیاثی
- سعید مکین نواز
- اصغر غمناک
- علیرضا زمانی
- علی اصغر میرزایی
- رضا عرب امینی
- داریوش تدین
- حسن عرب